# Jerry Leider
Jerry Leider is een Amerikaanse televisie- en filmproducent.

## Bioscoopfilms
- The Jazz Singer (1980)[2][1]
- Trenchcoat (1983)[3][1]
- Morning Glory (1993)[1]
- Dr. Jekyll and Ms. Hyde (1995)[1]
- My Favorite Martian (1999)[4]
- Confessions of a Teenage Drama Queen (2004)[1]
- Just Peck (2009)
- On the Road (2012)[5]

## Televisiefilms en -series
- And I Alone Survived (1978)
- Willa (1979)[6]
- The Hostage Tower film, 1980)[6]
- The Sands of Time (1992)[7]
- Home Song (1996)[8]
- Trucks (1997)[9]
- Family Blessings (1998)[10]
- Payne (1999)[11]
- Fall from the Sky (2002)[12]
- Cadet Kelly (2002)[13]